# جي. مالكوم براون
جي. مالكوم براون هو طبيب كندي، ولد في 16 يوليو 1916، وتوفي في 19 مايو 1977.